# Campionati italiani assoluti di scherma del 1982
I Campionati italiani assoluti di scherma del 1982 sono stati organizzati dalla Federazione Italiana Scherma.
Nel fioretto, si sono aggiudicati i titoli dei campionati italiani Federico Cervi e Dorina Vaccaroni, entrambi alla loro prima affermazione.
Il titolo della spada è andato a Mauro Cozzi, mentre quello della sciabola a Gianfranco Dalla Barba, per entrambi la prima volta.
Nei campionati italiani a squadre maschili il Centro Sportivo Carabinieri ha vinto il quinto titolo nel fioretto, mentre la Società del Giardino di Milano ha vinto per la quindicesima volta nella spada; nella sciabola c'è stato il successo del Gruppo Sportivo Fiamme Oro.
Il campionato italiano di fioretto a squadre femminile è andato per la sesta volta al Club Scherma Roma.

## Podi

### Uomini
| Specialità  | Oro                            | Argento | Bronzo |
| Individuali |                                |         |        |
| Fioretto    | Federico Cervi                 | -       | -      |
| Spada       | Mauro Cozzi                    | -       | -      |
| Sciabola    | Gianfranco Dalla Barba         | -       | -      |
| A squadre   |                                |         |        |
| Fioretto    | Carabinieri Mauro Numa -       | -       | -      |
| Spada       | Società del Giardino Milano -  | -       | -      |
| Sciabola    | Fiamme Oro Massimo Cavaliere - | -       | -      |

### Donne
| Specialità  | Oro                 | Argento | Bronzo |
| Individuali |                     |         |        |
| Fioretto    | Dorina Vaccaroni    | -       | -      |
| A squadre   |                     |         |        |
| Fioretto    | Club Scherma Roma - | -       | -      |